# Yeki
Yeki est un woreda de la zone Sheka de la région Éthiopie du Sud-Ouest. Ce district a 134 519 habitants en 2007. Son chef-lieu Tepi s'en détache récemment.

## Géographie
Situé dans le sud de la zone Sheka, Yeki est limitrophe de la zone Mezhenger (ou Majang) de la région Gambela et des zones Keffa et Bench Sheko de la région Éthiopie du Sud-Ouest. Sa limite sud longe un affluent de la rivière Gilo venant des environs de Bita Genet.
Son chef-lieu Tepi se trouve 50 km au nord-ouest de Mizan Teferi et une vingtaine de kilomètres à l'est de Meti, la ville voisine dans la région Gambela.
|        | Anderacha | Bita         |
| Godere | Yeki      | Chena        |
|        | Sheko     | Semien Bench |

## Histoire
Les Majang (en) habitent les environs de Tepi et Meti ainsi que, de façon dispersée, une large zone allant de Mizan Teferi à Gambela. Leur langue est le majang.

## Démographie
D'après le recensement national de 2007 réalisé par l'Agence centrale de la statistique (Éthiopie), le district compte 134 519 habitants dont 18 % de citadins qui sont les 24 829 habitants de Tepi.
Près de la moitié des habitants (45 %) sont orthodoxes et 30 % sont protestants, 22 % sont musulmans et 2 % sont de religions traditionnelles africaines.
En 2022, la population est estimée sur le même périmètre à 209 337 personnes avec une densité de population de 347 personnes par km2 et 604 km2 de superficie,.
Le district perd toutefois sa population citadine et près de 14 km2 au début des années 2020 au bénéfice du nouveau district formé autour de son ancien chef-lieu Tepi.